# استان مدیه
| استان             | استان              |
| ----------------- | ------------------ |
|                   |                    |
| Algeria-Medea.png |                    |
| کشور              | الجزایر            |
| مساحت             | ۸٬۸۶۶ کیلومتر مربع |
| جمعیت             |                    |
| جمعیت             | ۸۳۰٬۹۴۳            |
| تراکم جمعیت       | ۹۳۷/کیلومتر مربع   |
| شمارگان           |                    |
| شمارهٔ استان       | ۲۶                 |
| پیش‌شمارهٔ تلفنی    | ۰۲۵                |
| تعداد فرمانداری‌ها | ۱۹                 |
| تعداد شهرستان‌ها   | ۶۴                 |
| کد پستی           |                    |

مدیه نام استان بیست‌وششم از استان‌های کشور الجزایر است.